# Thérèse Brulé
Pour les articles homonymes, voir Brûlé.

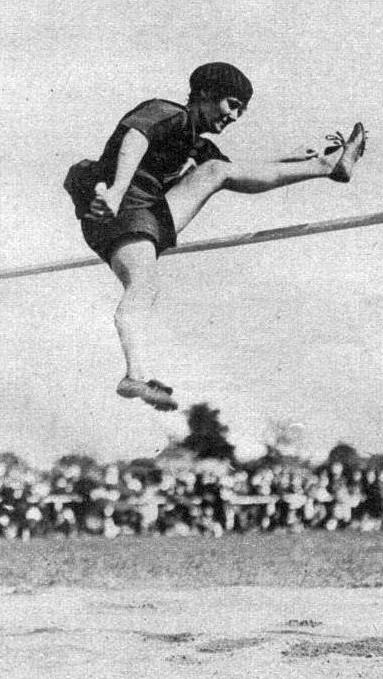
Thérèse Brulé, championne de France du saut en hauteur avec élan en 1920.

Thérèse Berthe Andrée Brulé, née le 19 décembre 1897 à Saint-Dié, et morte le 10 juillet 1987 à Paris, est une athlète française spécialisée dans le saut en hauteur. Sa sœur Jeanne assure le secrétariat général de la Fédération des sociétés féminines sportives de France (FSFSF) à partir de 1920.

## Historique
Thérèse Brulé, dactylographe de son métier, est avec sa sœur Jeanne et les sœurs Liébrard une des fondatrices le 27 juillet 1912 de Femina Sport dont Madame Faivre du Bouvot est la première présidente. Pendant la Grande Guerre, celles-ci s'efforcent de sortir des codes sexués des activités qui les cantonnent encore dans la gymnastique rythmique en investissant les sports athlétiques. Ce club s'affirme alors comme le bastion du féminisme sportif dont Germaine Delapierre, licenciée en philosophie, mais surtout Alice Milliat sont les principales militantes. À leur instigation, le bureau de la Fédération des sociétés féminines sportives de France (FSFSF) devient exclusivement féminin en 1920 et sa sœur Jeanne en assure le secrétariat général.
Thérèse Brûlé se marie à Paris le 26 juin 1923 avec Raoul Albert Herckelbout,.

## Carrière sportive
Sportive très polyvalente, Thérèse Brulé participe en juillet 1917 aux premiers Championnats de France d'athlétisme féminins au stade de la porte Brancion à Paris.

## Performances
À l'occasion de ces championnats, elle établit les records de France sur 4 épreuves :
- Saut en hauteur sans élan : 0,96 m,
- Saut en hauteur avec élan : 1,25 m (avec Mlle Mireux d'En Avant)
- 80 mètres plat : 12 s 2/5
- 400 mètres plat : 1 min 16 s 1/5

En 1920, elle remporte à nouveau le saut en hauteur avec 1,33 m.
Avec sa sœur Jeanne, elle prend également part au record du monde du 10 × 100 m, réalisé en 2 min 23 s 2 en 1921.

## Hommage
- Piscine Thérèse-et-Jeanne Brulé, 1 place Édith-Thomas (14e arrondissement de Paris)[7]

## Références

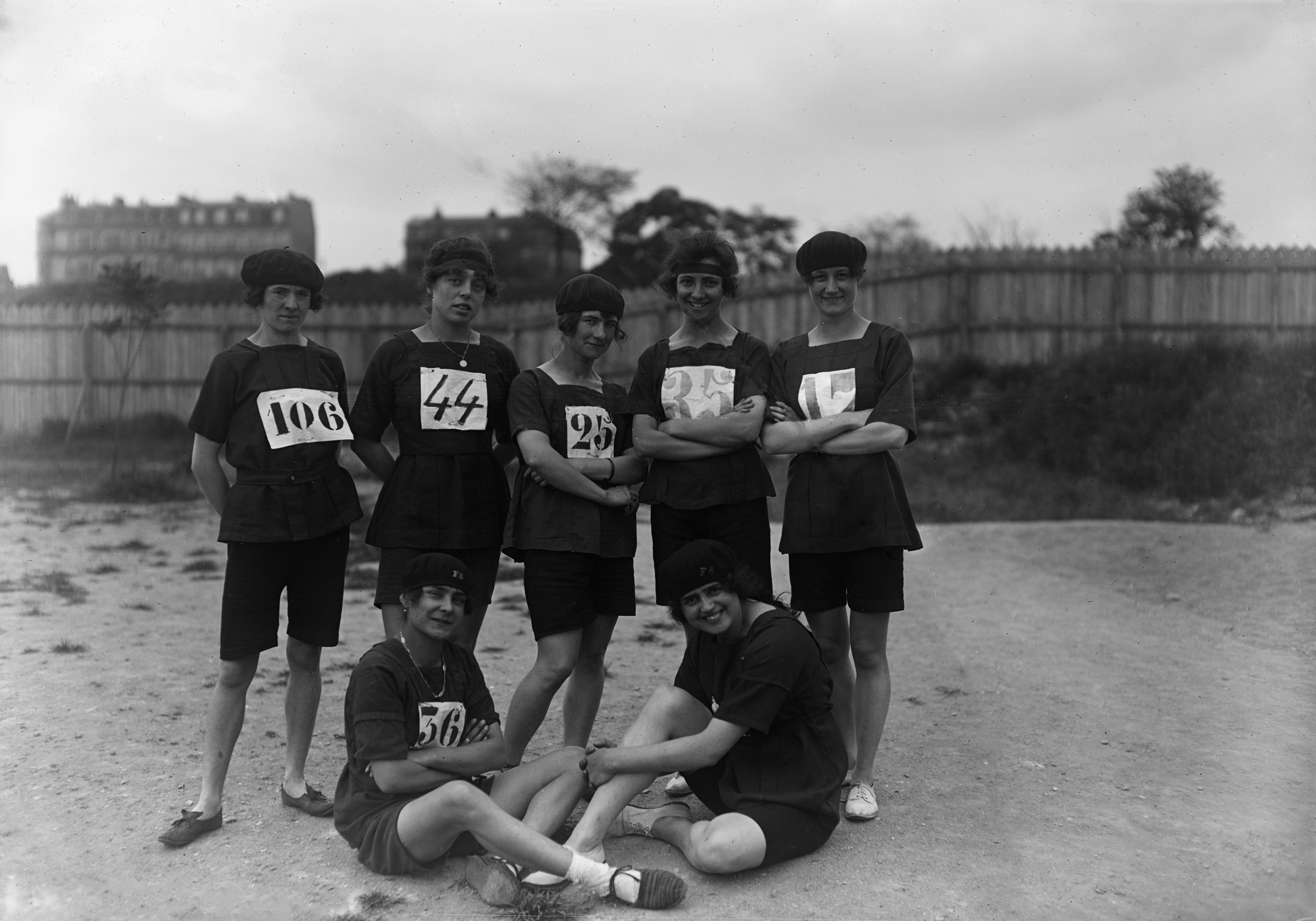
Une partie du club Fémina Sport en 1920 : Forget, Suzanne Liébrard, Germaine Delapierre, Lucie Cadiès, Thérèse Brulé, Lucie Bréard et Jeanne Janiaud.